# ژروم انگوم امبکلی
ژروم انگوم امبکلی (انگلیسی: Jerome Ngom Mbekeli؛ زادهٔ ۳۰ سپتامبر ۱۹۹۸) بازیکن فوتبال اهل کامرون است.